# La llista final
La llista final (originalment en anglès The Terminal List) és una sèrie en línia de thriller d'acció estatunidenca protagonitzada per Chris Pratt i basada en la novel·la homònima de Jack Carr. Es va estrenar a la plataforma Amazon Prime Video l'1 de juliol de 2022, amb el doblatge i subtítols en català. D'aquesta manera, es va convertir en la primera sèrie d'una plataforma en línia doblada al català.

## Premissa
La sèrie segueix al tinent comandant James Reece (Chris Pratt) després que tot el seu grup de Navy SEALs sigui emboscat mentre es trobava en una missió encoberta. Reece torna a casa amb la seva família amb records violents de l'esdeveniment i preguntes sobre la seva culpabilitat. A mesura que surten a la llum noves proves, Reece descobreix forces fosques que treballen contra ell i que posen en perill no només la seva vida, sinó també les vides dels qui estima.

## Repartiment

### Principal
| Intèrpret              | Personatge                   | Veu en català   |
| ---------------------- | ---------------------------- | --------------- |
| Chris Pratt            | tinent comandant James Reece | Carles di Blasi |
| Taylor Kitsch          | Ben Edwards                  | José Posada     |
| Constance Wu           | Katie Buranek                | Geni Rey        |
| Jeanne Tripplehorn     | Lorraine Hartley             | Lourdes López   |
| Riley Keough           | Lauren Reece                 | Belén Roca      |
| Patrick Schwarzenegger | Donny Mitchell               | desconeguda     |
| Arlo Mertz             | Lucy Reece                   | Elena Barra     |

### Secundari
| Intèrpret                | Personatge             | Veu en català       |
| ------------------------ | ---------------------- | ------------------- |
| Jai Courtney             | Steve Horn             | Eduard Doncos       |
| JD Pardo                 | Tony Liddel            | Oriol Rafel         |
| Tyner Rushing            | Liz Riley              | Gemma Ibáñez        |
| Nick Chinlund            | almirall Gerald Pillar | Alfonso Vallés      |
| LaMonica Garrett         | comandant Fox          | Ramon Canals        |
| Christina Vidal Mitchell | Mac Wilson             | Maria Lluïsa Magaña |
| Sean Gunn                | Saul Agnon             | Àlex Meseguer       |
| Paul McCrane             | Mike Tedesco           | Francesc Góngora    |
| Drew Starkey             | Junior Alba            | desconeguda         |
| Alexis Louder            | Nicole Deptul          | Carla López Mauri   |
| Arturo Castro            | Jordan Groff           | David Jenner        |

| Intèrpret        | Personatge             | Veu en català    |
| ---------------- | ---------------------- | ---------------- |
| Stephen Bishop   | Richard Fontana        | Pau López        |
| Warren Kole      | agent Josh Holder      | Claudi Domingo   |
| Marco Rodríguez  | Marco del Toro         | Miquel Bonet     |
| Carsten Norgaard | Elias Ryberg           | Domènec Farell   |
| Patricia de Leon | Paola                  | Eva Lluch        |
| Jonathan Medina  | Aarón Santiago De Leon | Marc Torrents    |
| Geoff Pierson    | senador Joe Pryor      | desconeguda      |
| Alexis Louder    | Nicole Deptula         | Lara Ullod       |
| Jack Yang        | Brian Buranek          | Masumi Mutsuda   |
| Jonathan Ohye    | Dr. O’Halloran         | Jaume Villanueva |
| Gigi Bermingham  | Carmen                 | Neus Sendra      |

| Intèrpret             | Personatge              | Veu en català      |
| --------------------- | ----------------------- | ------------------ |
| Ivana Rojas           | Raven                   | Glòria Gonzàlez    |
| Diahnna Nicole Baxter | Claire Novak            | Teresa Manresa     |
| Lorilynn Failor       | gestora del casino      | Montse Miralles    |
| Michael Broderick     | Rick                    | Carles Vicente     |
| Conor Sherry          | Jackson                 | Iván Priego Posada |
| Jared Shaw            | Ernest «Boozer» Vickers | Mark Ullod         |
| Matthew Rauch         | capità Howard           | Eduard Itchart     |
| Tom Amandes           | Vic                     | desconeguda        |
| Catherine Dyer        | Rachel Campbell         | desconeguda        |
| Remi Adeleke          | Terrell «Tee» Daniels   | desconeguda        |
| Hiram A. Murray       | Jackson                 | desconeguda        |

| Intèrpret  | Personatge     | Veu en català    |
| ---------- | -------------- | ---------------- |
| desconegut | veu addicional | Toni Astigarraga |
| desconegut | veu addicional | Francesc Belda   |
| desconegut | veu addicional | Ferran Carnicero |
| desconegut | veu addicional | Diana de Guzmán  |
| desconegut | veu addicional | Lluís Gustems    |
| desconegut | veu addicional | Meritxell Mauri  |
| desconegut | veu addicional | Eric Palau       |
| desconegut | veu addicional | Jordi Pineda     |
| desconegut | veu addicional | Roger Vidal      |

## Llista d'episodis
| Núm. | Títol            | Direcció            | Guió                        | Data d'estrena original |
| --- | ---------------- | ------------------- | --------------------------- | ----------------------- |
| 1 | «L'engrama»      | Antoine Fuqua       | David DiGilio               | 1 de juliol de 2022     |
| Després d'una missió desastrosa a l'estranger, el comandant dels Navy Seal James Reece torna a casa amb records contradictoris de l'operació i dubtes sobre la seva pròpia culpabilitat. |                  |                     |                             |                         |
| 2 | «Codificació»    | Ellen Kuras         | David DiGilio               | 1 de juliol de 2022     |
| En Reece segueix de prop el seu primer objectiu potencial, amb l'ajuda d'en Ben. En Reece, que veu qüestionada la seva salut mental, estableix amb la Katie una relació incòmoda però beneficiosa per tots dos de cara a trobar respostes. |                  |                     |                             |                         |
| 3 | «Consolidació»   | M. J. Bassett       | Daniel Shattuck             | 1 de juliol de 2022     |
| En Reece es veu cada vegada més immers en una complexa conspiració i afegeix un nom a la llista. Mentrestant, la secretària de Defensa Lorraine Hartley anuncia reformes dràstiques per donar suport als soldats d'elit, i la Katie descobreix la veritat sobre el problema que té en Reece al cap.                                                                                           |                  |                     |                             |                         |
| 4 | «Desafecció»     | Frederick E.O. Toye | John Lopez                  | 1 de juliol de 2022     |
| Amb l'ajuda dels seus millors amics, en Reece va a Mèxic a localitzar el sicari que va matar la seva família. La Katie continua la investigació des d'una ubicació remota. L'Steve Horn pren mesures per protegir els negocis de Capstone, i la Unitat de Fugitius de San Diego, que forma part de l'FBI i està dirigida per en Tony Layun, comença a perseguir el solitari SEAL James Reece. |                  |                     |                             |                         |
| 5 | «Alteració»      | Tucker Gates        | Olu Odebunmi & Tolu Awosika | 1 de juliol de 2022     |
| En Reece va a San Francisco a buscar respostes relacionades amb un medicament que podria haver estat l'origen de tot. La Katie intenta convèncer en Mike Tedesco per frustrar els plans de Capstone amb Nubellum. En Tony i el seu equip segueixen de prop en Horn amb l'esperança d'interceptar en Reece abans que liquidi el seu següent objectiu.                                          |                  |                     |                             |                         |
| 6 | «Transitorietat» | Sylvain White       | Max Adams                   | 1 de juliol de 2022     |
| L'FBI intensifica la persecució i és cada cop més a prop d'en Reece. Sense la medicació, els símptomes físics i mentals del fugitiu empitjoren. Acorralat per les forces de l'ordre i decidit a complir la seva missió, s'haurà d'escapar sense segar vides innocents. |                  |                     |                             |                         |
| 7 | «Extinció»       | Frederick E.O. Toye | Brooke Roberts              | 1 de juliol de 2022     |
| En Reece torna a Coronado per venjar-se de la gent que més l'ha traït. Quan torna a la casa on vivia amb la família, li sorgeixen records fragmentats. La Katie col·labora amb l'FBI per poder acabar el seu article. |                  |                     |                             |                         |
| 8 | «Reclamació»     | Sylvain White       | Lisa Long i Hennah Sekander | 1 de juliol de 2022     |
| A la finca de la secretària de Defensa Hartley a l'illa d'Orcas arriba l'hora de la veritat, quan els camins i els objectius d'en Reece, la Katie, en Ben i en Tony col·lideixen. |                  |                     |                             |                         |

## Producció
Al principi d'abril de 2020, es va informar que la sèrie, protagonitzada per Chris Pratt, s'estava produint i que es cercava un distribuïdor. A primers de maig de 2020, es va informar que Amazon Prime Video havia adquirit la sèrie, que Amazon Studios s'uniria a la sèrie com a estudi de producció i que la sèrie cercava els guionistes. Taylor Kitsch, Constance Wu, Jeanne Tripplehorn, Riley Keough, i el cunyat de Pratt Patrick Schwarzenegger s'unirien al repartiment a principis de 2021. El juny de 2021, LaMonica Garrett, Alexis Louder, Tom Amandes, JD Pardo, Christina Vidal Mitchell, Jared Shaw, Catherine Dyer i Remi Adeleke s'hi van afegir amb papers secundaris mentre que Arlo Mertz va ser emès com a actor recurrent. El juliol de 2021, Jai Courtney també es va unir en un paper recurrent.
El rodatge principal de The Terminal List va començar el 9 de març de 2021.

## Rebuda
El lloc web de l'agregador de ressenyes Rotten Tomatoes va informar d'una puntuació d'aprovació del 53% amb una valoració mitjana de 5,9 sobre 10, basada en quinze crítiques. Metacritic, que utilitza una mitjana ponderada, va assignar una puntuació de 36 sobre 100 d'acord amb dotze crítics, indicant "crítiques generalment desfavorables".
Dave Nemetz, de TVLine, va fer una panoràmica de la sèrie, titllant-la de "castigament sòbria i sense esperança". Va criticar la trama i la direcció de la sèrie i va escriure el següent: "L'acció és sagnant però no emocionant, i la història és desconcertant però no interessant. Entremig, obtenim escenes familiars de sacarina i una conspiració de pintura per números que es fa més complicada però no més convincent."